# Juan Ramón Molina Nemzeti Könyvtár
A Juan Ramón Molina Nemzeti Könyvtár (spanyolul: Biblioteca Nacional Juan Ramón Molina) Honduras nemzeti könyvtára. Körülbelül 60 000 kötettel rendelkezik, havonta mintegy 4000-en látogatják.

## Leírás
A könyvtárat 1880-ban alapították Antonio Ramón Vallejo presbiter kérésére (aki az első igazgatója is lett), Marco Aurelio Soto kormányfőtitkárának, Ramón Rosának a segítségével. A kezdeti gyűjtemény a Hondurasi Egyetem könyveiből, valamint Soto elnök és több neves személy adományaiból állt, kiegészülve a chilei és a montevideói egyetemek által küldött, valamint spanyol szerzőktől vásárolt könyvekkel. Az intézmény sokáig a Morazán-házban működött, majd 1998-ban átköltöztették mai helyre, az El Centro városrészben, a Cervantes úton található régi épületbe, a Tipografía Nacional egykori helyére, a Real Casa de Rescatesbe.
Fénykorát a 20. század elején élte, ekkor adták ki a Revista del Archivo y Bibliotecas Nacionales de Honduras folyóirat első számát is, és ekkor épült fel az új, kifejezetten a könyvtári használat céljára tervezett épület is, amelyet 1906. március elsején avattak fel. A gyűjtemény és az igénybe vehető szolgáltatások is egyre bővültek, valamint országszerte vidéki fiókkönyvtárak nyíltak. Az intézmény 2009. január 13-án vette fel Juan Ramón Molina költő nevét.
Ma a Clementina Suárez nevű teremben található a hondurasi könyvgyűjtemény (18 000 kötet), a José Martí teremben a külföldi (20 000 kötet). A régi könyveket az Antonio Ramón Vallejo nevű teremben tartják: itt 2000 hondurasi könyv van az 1883 és 1959 közti időszakból, valamint 4000 külföldi az 1700 és 1959 közti időkből. A Rubén Berríosról elnevezett szoba az 1500 gyermekkönyv gyűjtőhelye. A könyvtárban tárolt összesen mintegy 60 000 kötet egy részét nem katalogizálták, így azok nem érhetők el a nagyközönség számára. Az épületben működik egy könyvfelújító műhely is, a legrégebbi (de csak hondurasi) könyveket pedig digitalizálják is (2014-ig mintegy 1400 darabot).